# لرل هیل، شهرستان اسکاتلند، کارولینای شمالی
لرل هیل (به انگلیسی: Laurel Hill) یک محدوده ثبت‌نشده در ایالت کارولینای شمالی کشور ایالات متحده آمریکا است که جمعیت آن در سرشماری سال ۲۰۱۰ میلادی، ۱٬۲۵۴ نفر بوده‌است.